# Paracheilinus hemitaeniatus
Paracheilinus hemitaeniatus är en fiskart som beskrevs av Randall och Harmelin-vivien, 1977. Paracheilinus hemitaeniatus ingår i släktet Paracheilinus och familjen läppfiskar. IUCN kategoriserar arten globalt som livskraftig. Inga underarter finns listade i Catalogue of Life.